# 多田経実
多田 経実（ただ つねざね）は、鎌倉時代初期の武士。大和多田氏の祖。多田氏は清和源氏の嫡流で、源満仲の後胤（こういん）である。満仲は摂津国多田に住み、その九代目の子孫と称する多田下野守経実（つねざね）が、建保二年（1214年）、一族を引きつれて今の宇陀市室生多田の地に来たり、ここに住みついた。そして多田城を本拠に、のちに、貝那木城（白石の城山）を出城として、東山内衆（ひがしやまうちしゅう＝高原武士団）の中心勢力をなすに至った。南方の吐山（はやま）に城を構えていた吐山氏ともたびたび戦いを交えていたことが記録に残っている。すなわち、文明十七年（1485年）とその翌年に両者の合戦があり、勝ったり負けたりしていたが、文明十九年四月には多田氏が降参し、吐山氏の勝利で戦いは終わっている。ところが、延徳三年（1491年）五月には、吐山藤満は興福寺六万衆に攻められて屈伏し、吐山の城は焼き払われた。同月十五日のことである。吐山氏の菩提所は、城山の東方に見える明春院である。代々の墓碑はこの寺の老松の下に並んでいる。いまは平和なこの地域にも、戦国の世には各地に地侍が割拠して、血みどろの闘争を繰り返していたのだった。多田次郎延実は、天正四年（1576年）、織田信長が、北畠氏を攻めるやこれに従い、伊賀で戦死している。四郎常胤は豊臣秀吉の北条氏討伐に加わり、天正十八年（1590年）、小田原城で、戦死、多田氏の嫡統はここに絶えるのである。

## 略歴
摂津源氏の嫡流であった多田氏の一族で、源満仲（多田満仲）の8代孫にあたる能瀬高頼の子とされる（『尊卑分脈』等の系図では経実の名は確認できない）が、大和国広瀬郡中村氏の一族ともいわれ系譜ははっきりしない。
多田氏は元暦2年（1185年）に累代の所領であった多田荘を失っており、一族であった経実は建保年間（1213年 - 1218年）に本貫の摂津より大和宇陀郡多田（奈良県宇陀市室生多田）の地に移り住んで土着したとされる。以降、経実の子孫は大和国東山内地方の有力国人として中世を通して存続した。